# Chhusang
Chhusang (en népalais : छुसाङ) est un comité de développement villageois du Népal situé dans la zone de Dhawalagiri dans le district de Mustang. Au recensement de 2011, il comptait 512 habitants.
Ce comité de développement villageois est constitué des villages suivants :
- Bhena (3 805 m) ;
- Chaile (3 060 m) ;
- Chhomnang (2 970 m) ;
- Chhusang (2 950 m) ;
- Ghok (4 100 m) ;
- Ghyakar (3 370 m) ;
- Kyuten (3 548 m) ;
- Samar (3 620 m) ;
- Tangbe (3 020 m) ;
- Tetang (3 060 m).

## Culture et tourisme
Le trek du Haut Mustang qui relie Jomosom à Lo Mantang, ancienne capitale du Royaume de Lo, traverse cette région. Les villages de Tangbe, Chhusang, Tetang, Chaile, Gyakar et Samar sont des étapes classiques de ce trek.

### Tangbe (3 020m)
Tangbe (Taye en tibétain) est le premier village après Kagbeni (environ 3 heures de marche) sur le trek du Haut Mustang. Il est situé sur un promontoire au-dessus de la gorge de la Kali Gandaki. C'est un village typique du Mustang avec des rues très étroites, des maisons aux murs blancs et de magnifiques chörtens. Les ruines d'une ancienne forteresse rappelle le temps où Tangbe était un riche village sur la route du sel entre le Tibet et le Népal aux XVe et XVIe siècles.

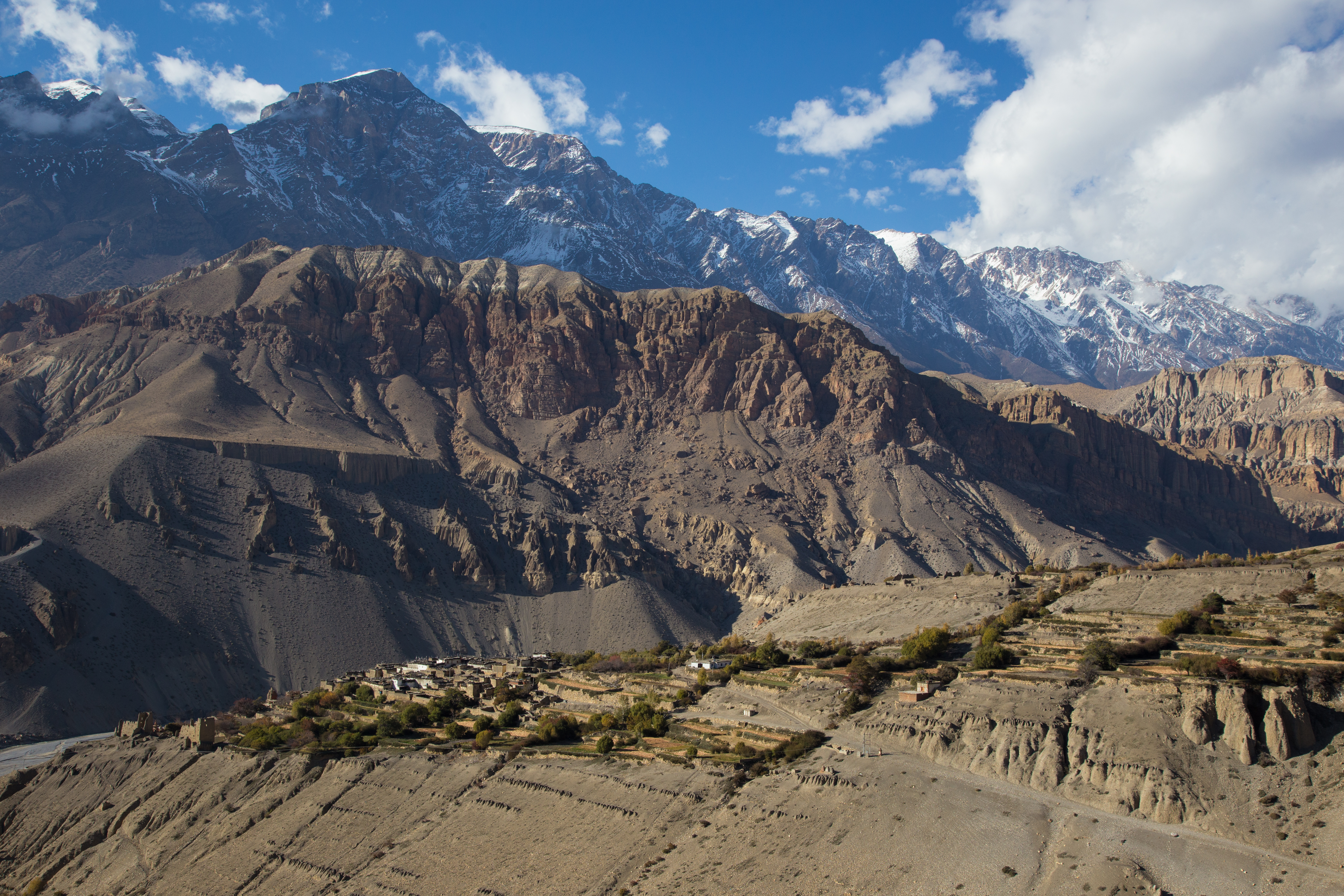
Vue sur le village de Tangbe.
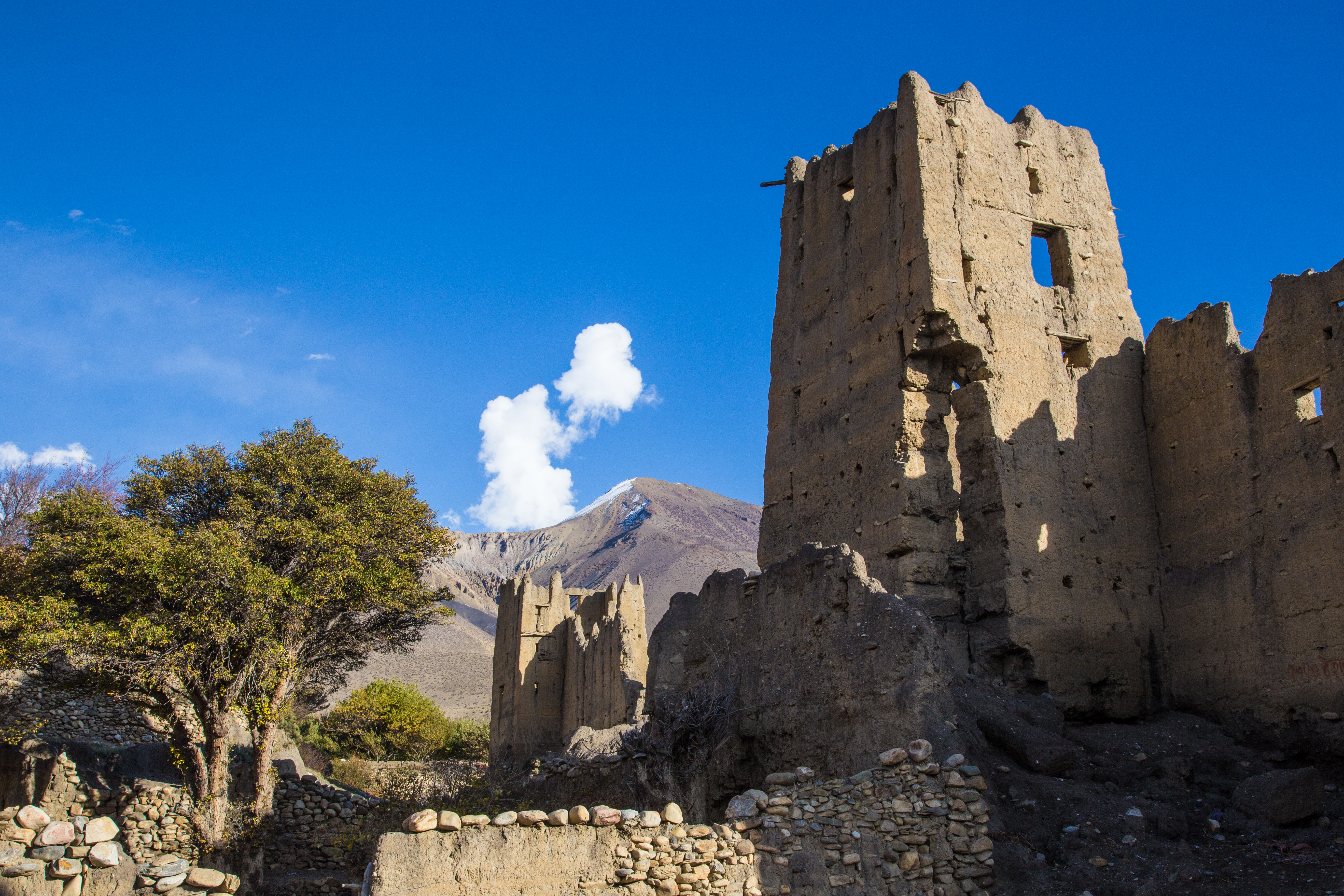
Les ruines d'une ancienne forteresse.
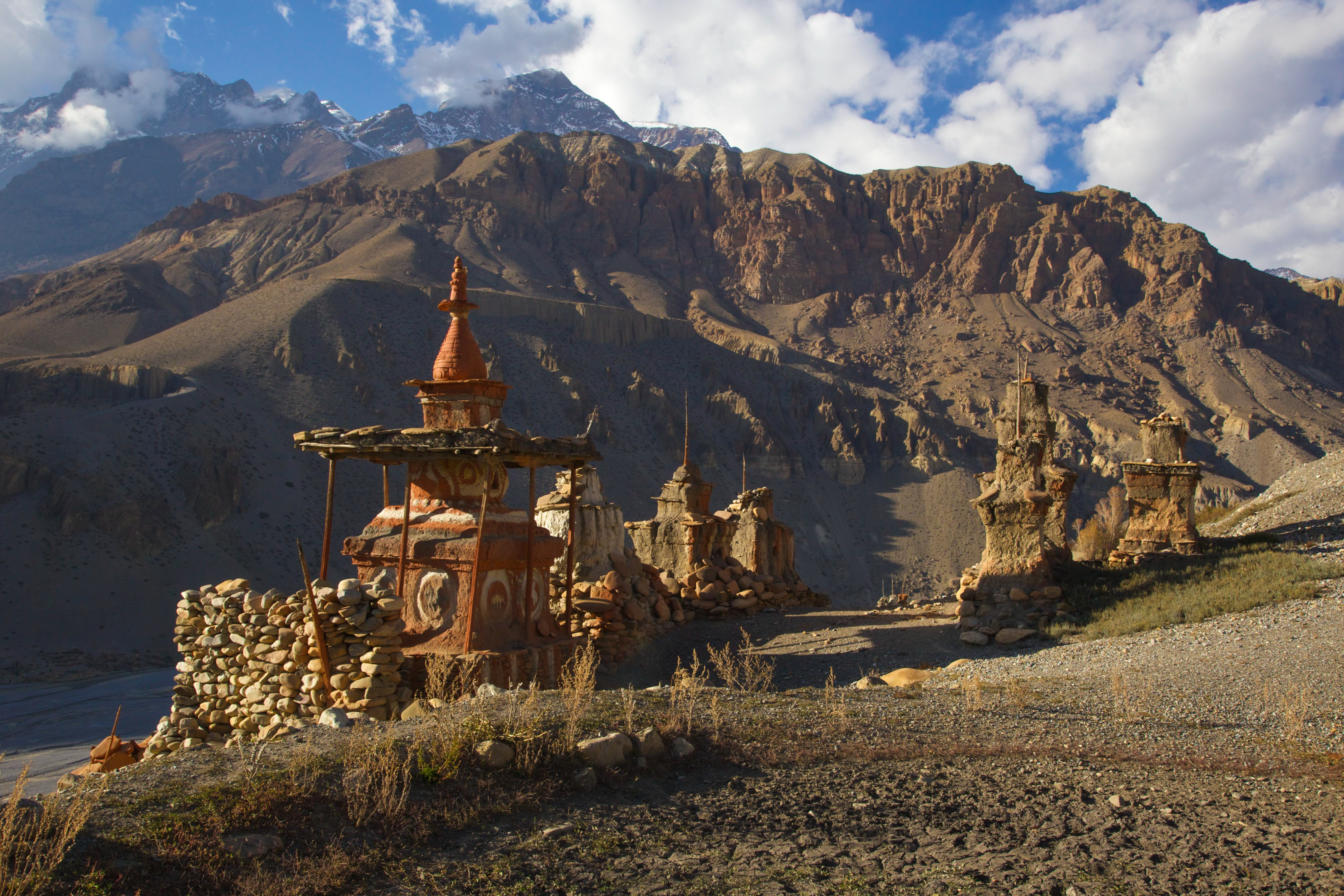
Chörtens bouddhistes.

### Chhusang (2 950m)
Chhusang (Thsug en tibétain), aussi appelé Chuksang, se situe à une heure de marche environ au nord de Tangbe, à la confluence de la Kali Gandaki et de la Narshing Khola. Ce village est constitué de trois hameaux : Tangma se situe au nord de la Narshing Khola, au sud se trouve Braga, et à l'ouest de Braga vers la Kali Gandaki se trouve Cykiab. Ces hameaux forment une communauté agricole très active.
De l'autre côté de la Kali Gandaki, une grande falaise ocre rouge domine le paysage. Elle est percée de multiples grottes appelées « Thagshing Grangma ». Au sud de la falaise se trouve un ancien couvent de nonnes abandonné : « Gompa Kang ».

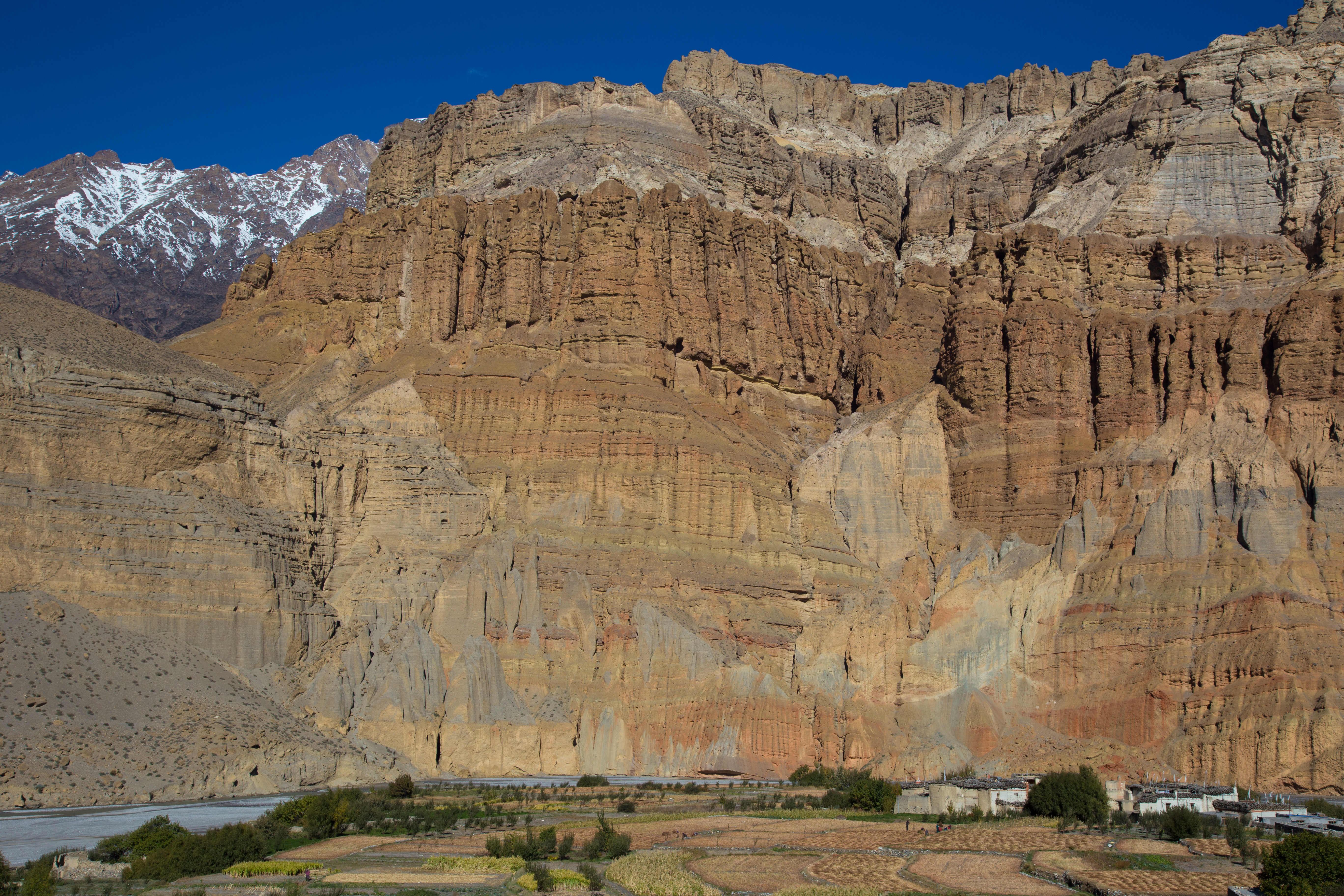
Les falaises de Chhusang.
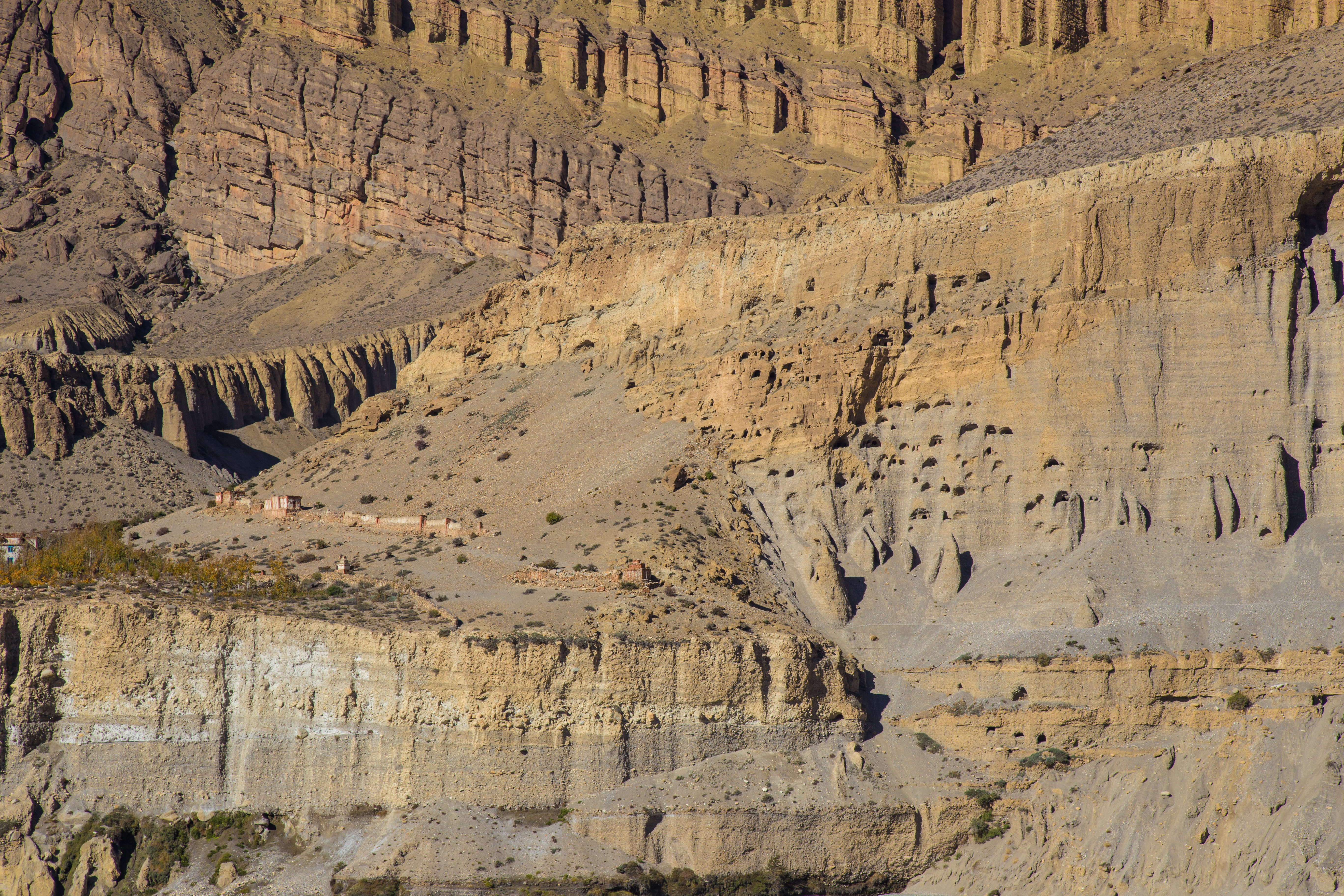
Les grottes de Thagshing Grangma.
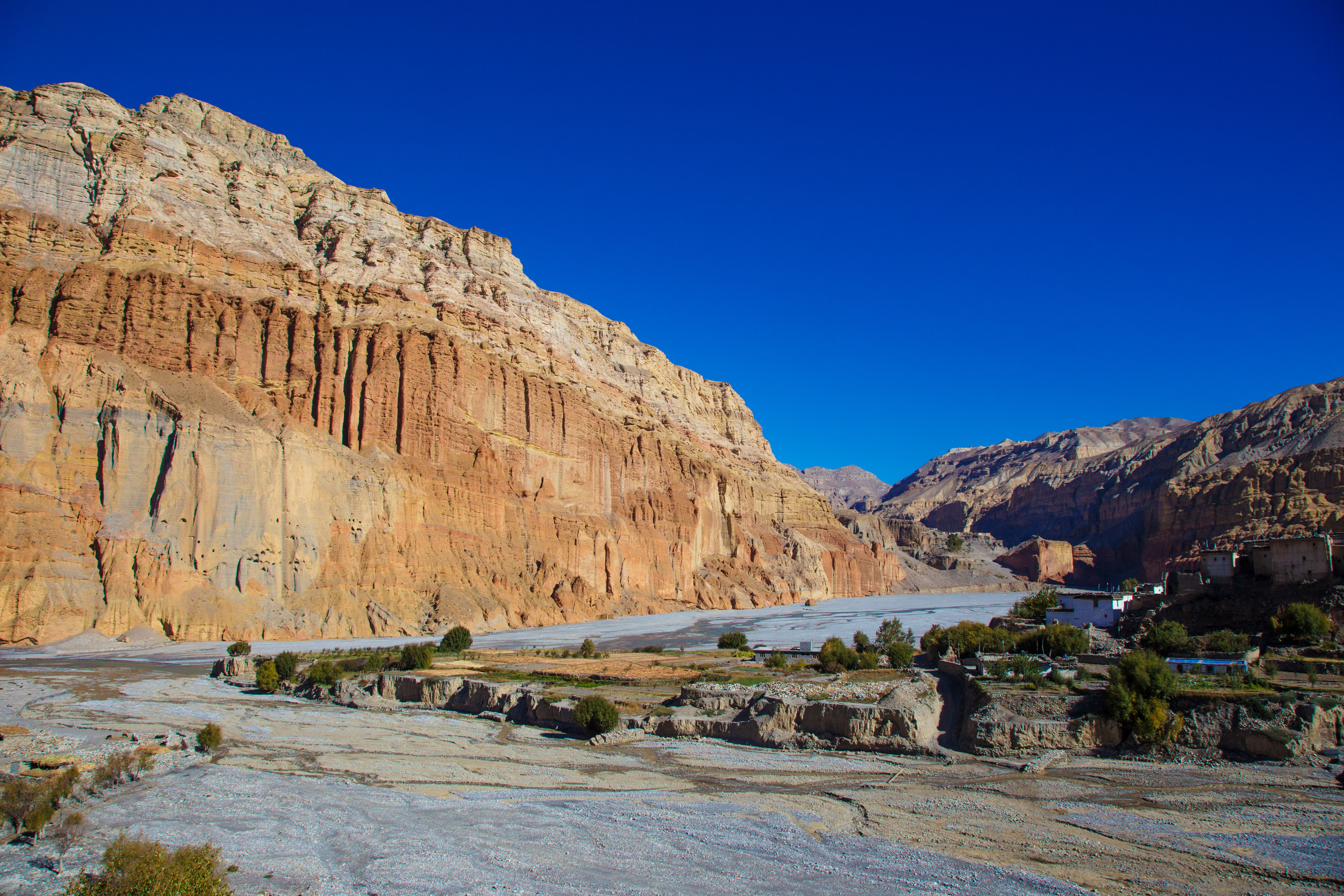
Le hameau de Tangma.

### Tetang (3 060m)
Tetang (Te en tibétain), à 1/2 heure de marche environ de Chhusang, est situé dans la vallée de la Narshing Khola. Ce village est distribué entre deux aires résidentielles principales, le Dzong (litt. emplacement fortifié) et le Yul (litt. village). Les champs en terrasse de Tetang s'étagent entre 3 000 mètres et 3 100 mètres et sont reliés entre eux par des canalisations souterraines ce qui est unique au Mustang.
À la périphérie de la superficie cultivée de Tetang se trouvent cinq dispositifs de protection connus sous le nom Rigsum Gompo (Rigs gsum mgon po en tibétain, litt. « les protecteurs des trois familles de Bouddha »). Les dispositifs en question consistent typiquement en trois chörtens peints aux trois couleurs (noir, blanc, rouge) classiques des Sakyapa, respectivement associés au trois bodhisattvas Manjushri, Avalokiteśvara et Vajrapani.

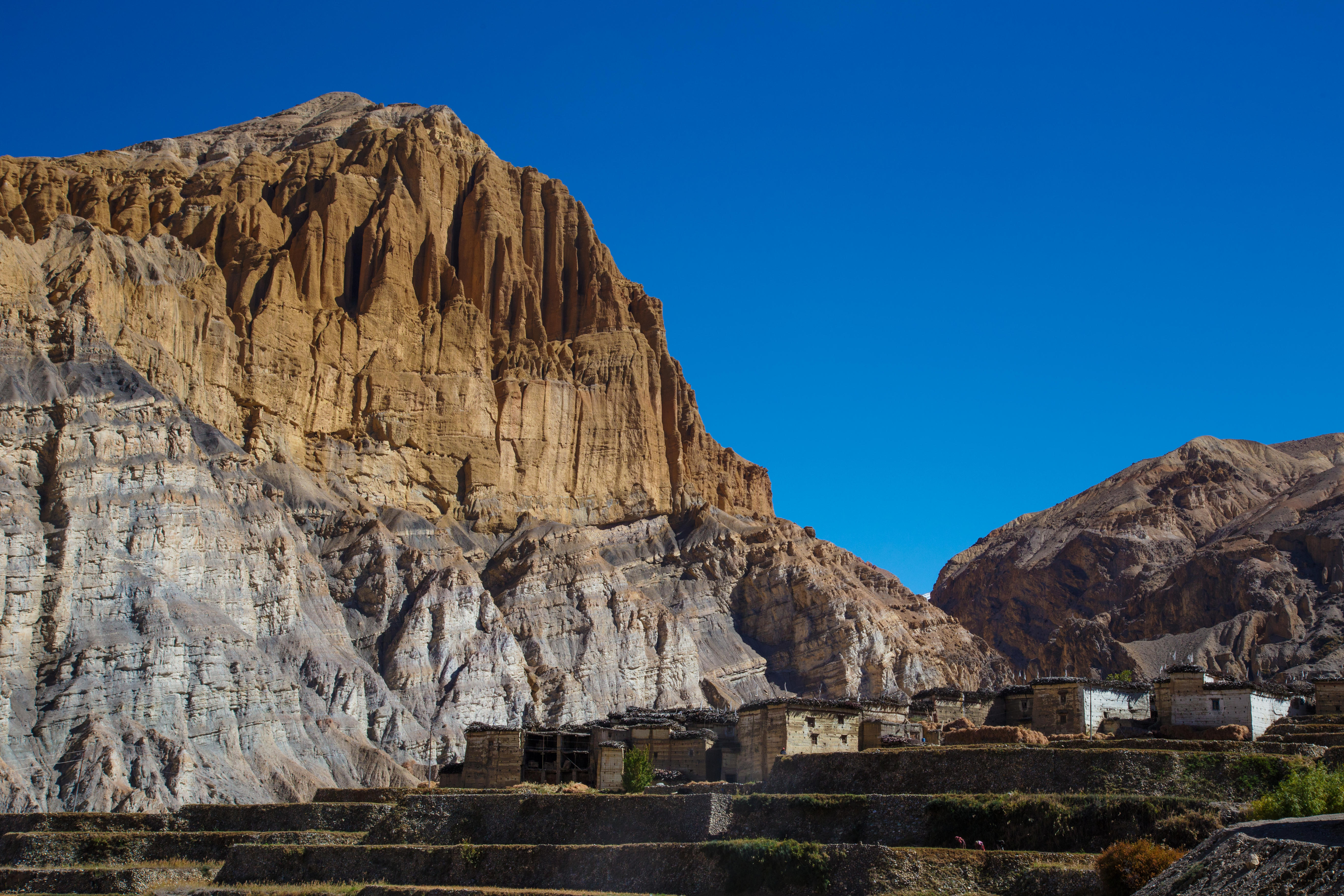
Le village de Tetang.
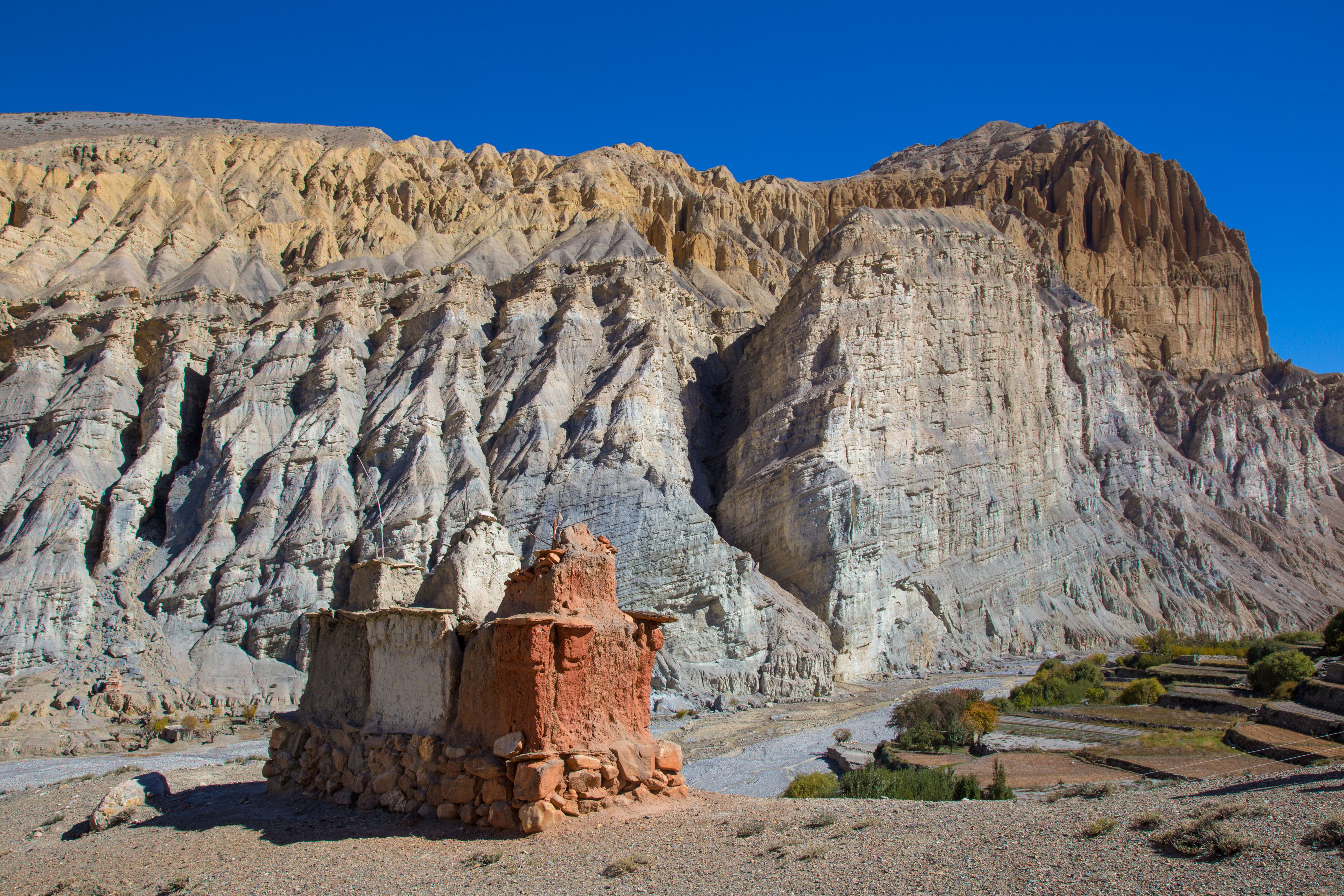
Rigsum Gompo à l'entrée de Tetang.
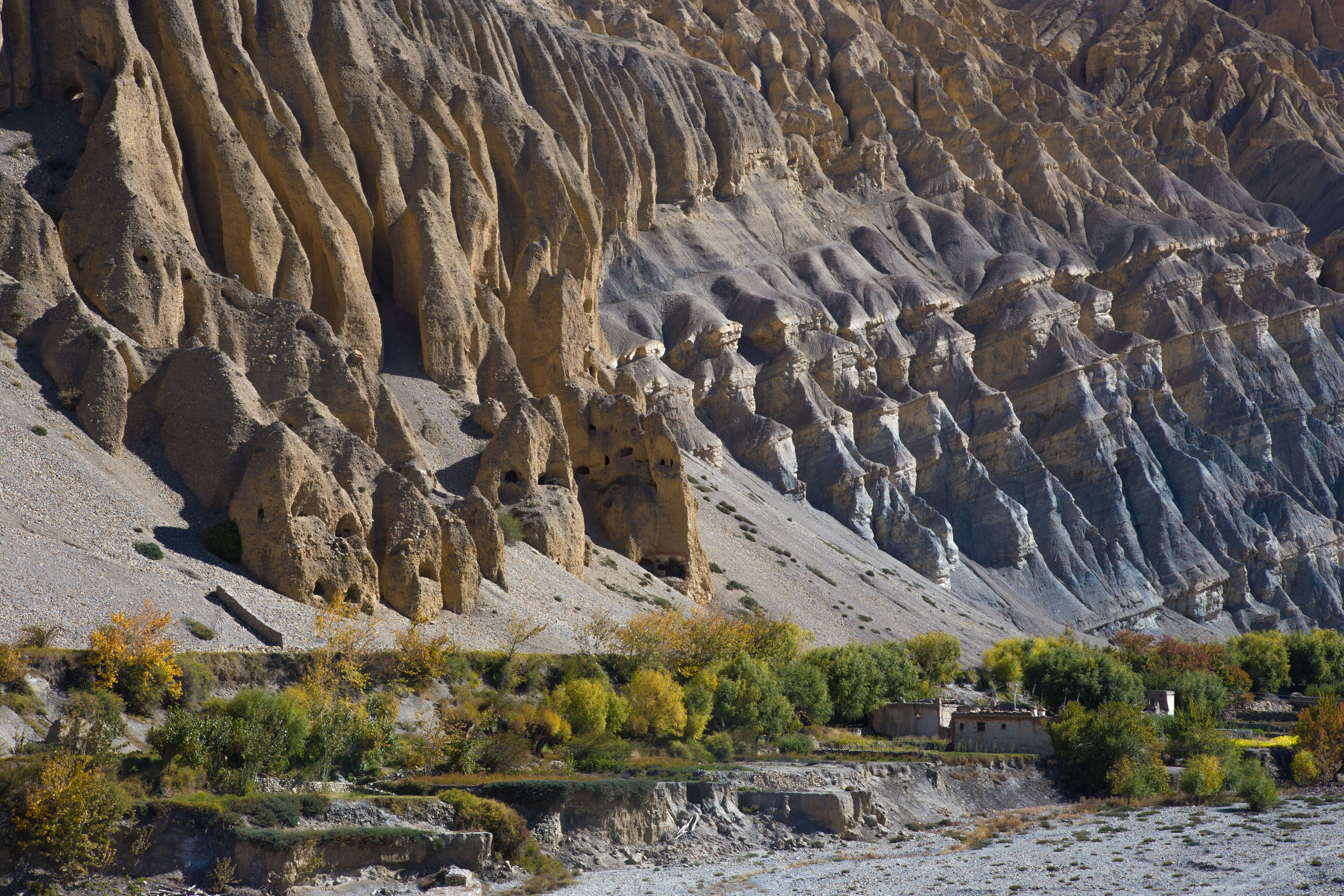
Grottes troglodytes entre Tetang et Chhusang.
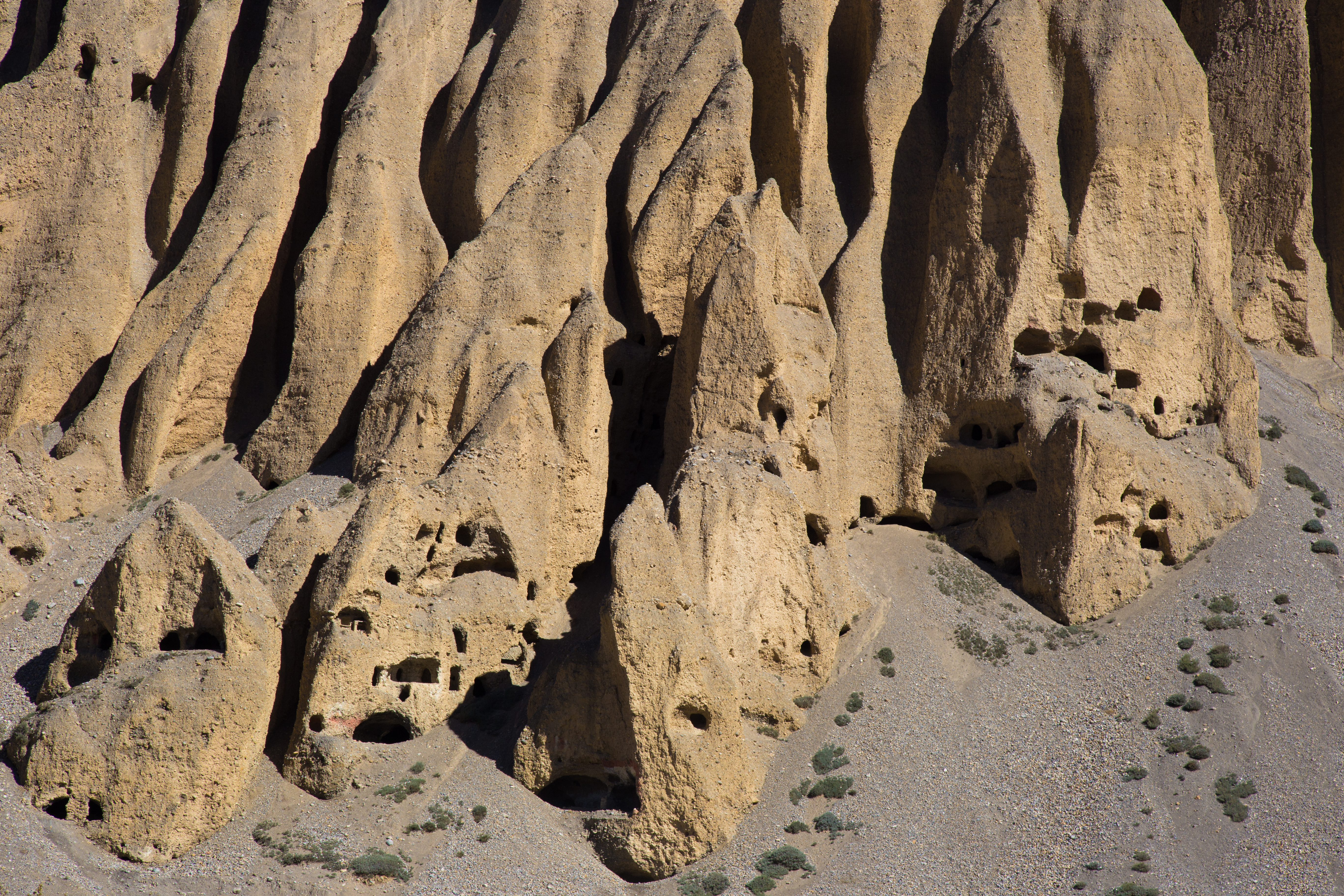
Grottes entre Chhusang et Tetang dans les gorges de Narshing Khola, réutilisée par la résistance tibétaine entre 1960 et 1970, une femme de Chhusang ayant transformé l'une d'elles en taverne pour les clients de la guérilla.

### Chaile (3 060m)
Chaile (Tsele en tibétain, aussi appelé Chele), à 1/2 heure de marche environ de Chhusang, est situé sur le versant ouest au-dessus de la Kali Gandaki. Sur un promontoire à l'est du village appelé Dzongbagang, donnant directement sur la vallée de la Kali Gandaki, il y a de vastes ruines, qui sont le site d'origine du village.
Dans une couche de matériau alluvial dans la falaise opposée à Chaile, à l'est de la Kali Gandaki, on peut voir une rangée de vingt grottes. Dans seize de ces grottes a été trouvé un exemplaire de la Prajnaparamita en seize volumes, qui ont été par la suite placés à l'intérieur d'une statue de Maitreya dans le temple de Gompa Gang à Chhusang.

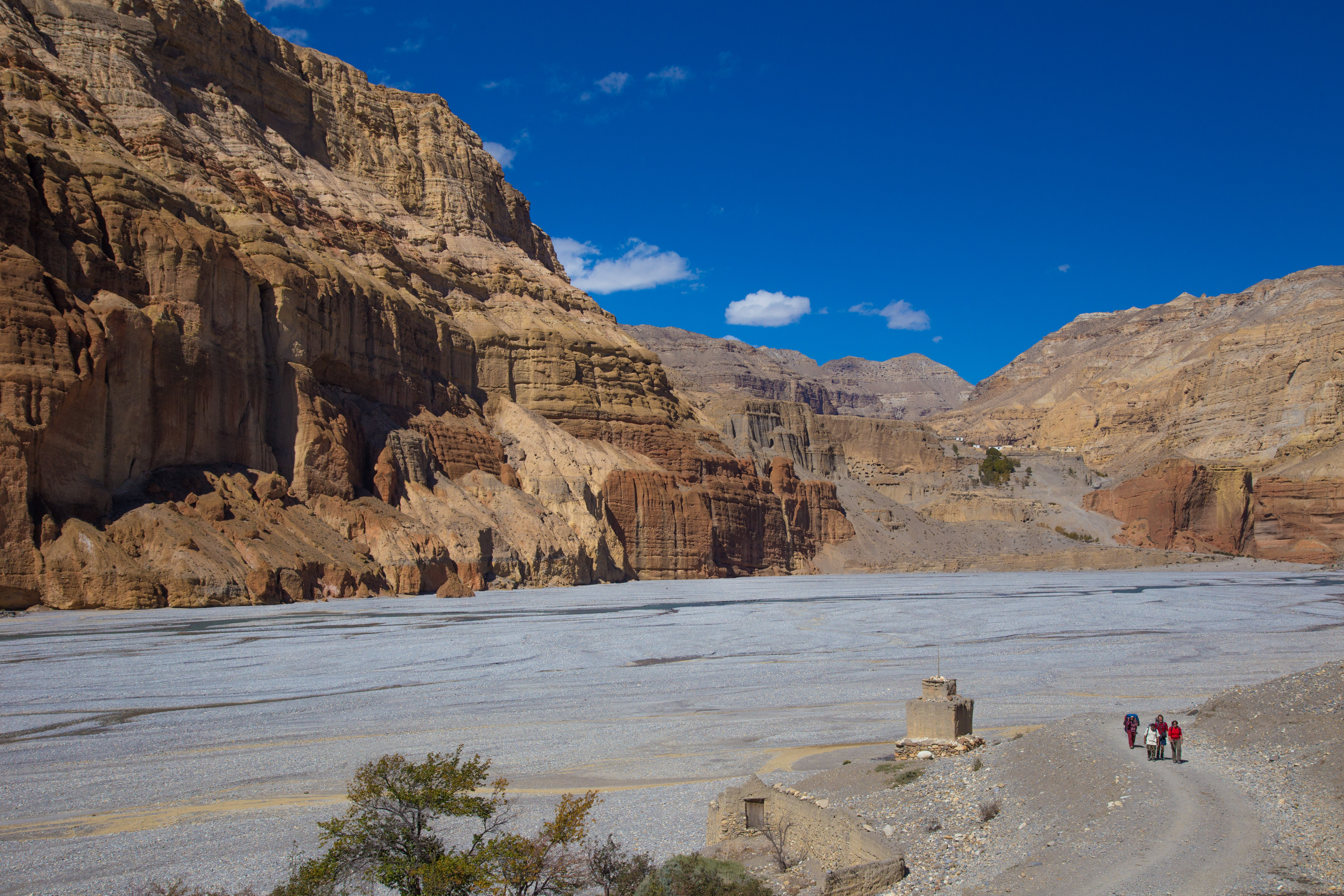
Le village de Chaile sur un promontoire au fond de la vallée.
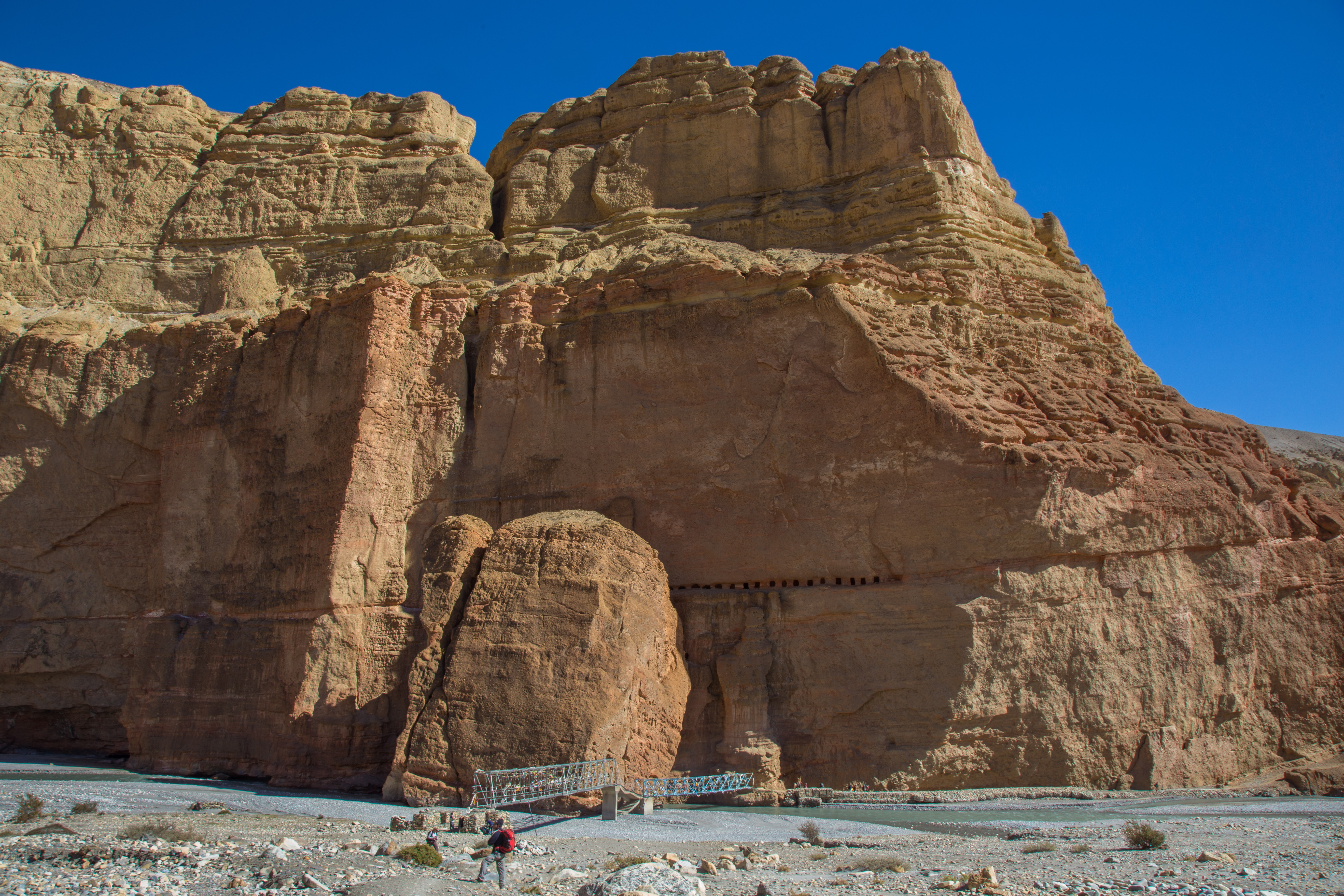
Grottes sacrées dans la falaise opposée à Chaile.
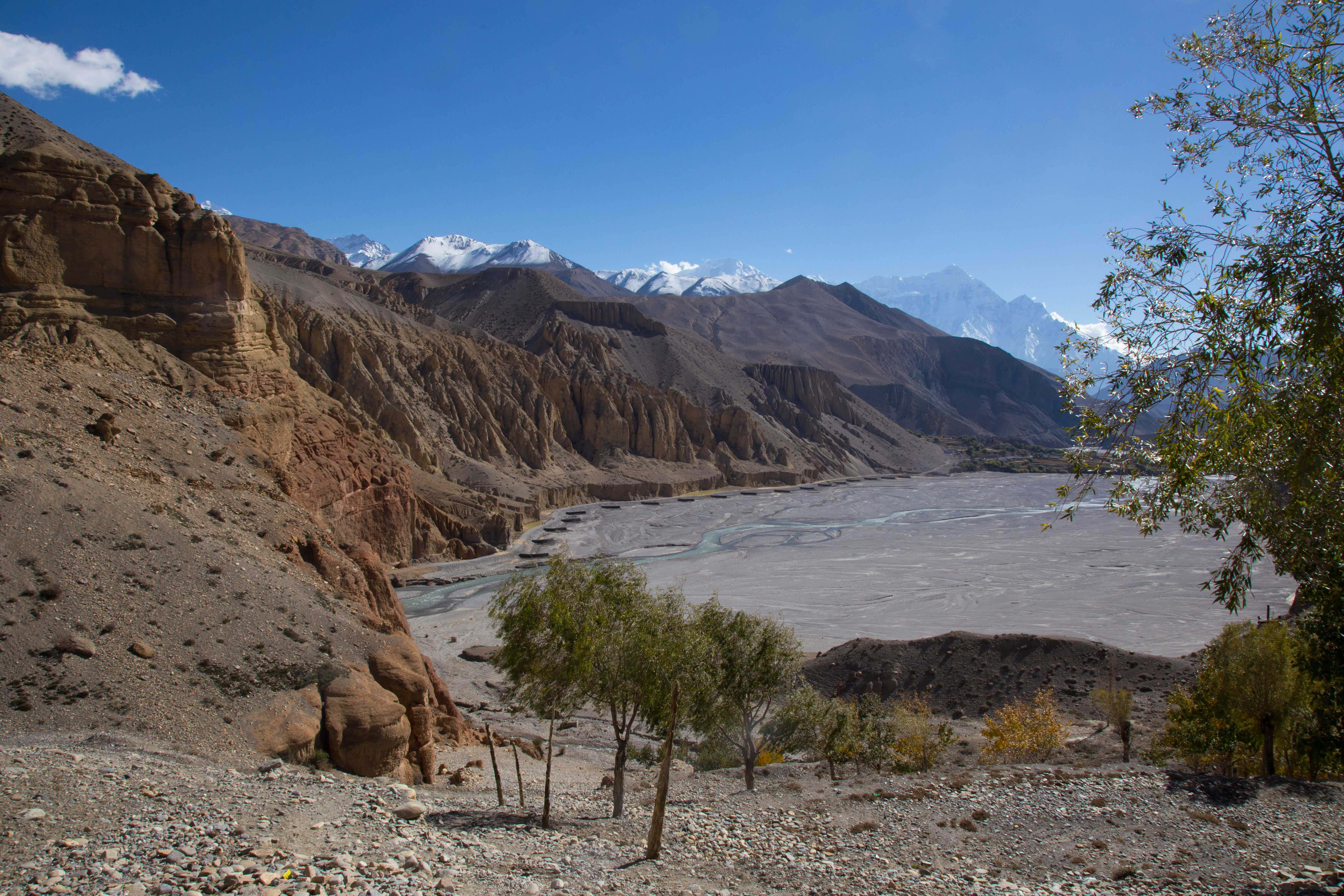
Gorges de la Kali Gandaki vues de Chaile.

### Ghyakar (3 370m)
Ghyakar (Gyaga en tibétain), à 1 heure de marche environ de Chaile, est un petit village peuplé par l'ethnie Gurung autour duquel sont plantés de nombreux arbres, notamment des peupliers, une richesse très estimable dans cette région plutôt désertique.

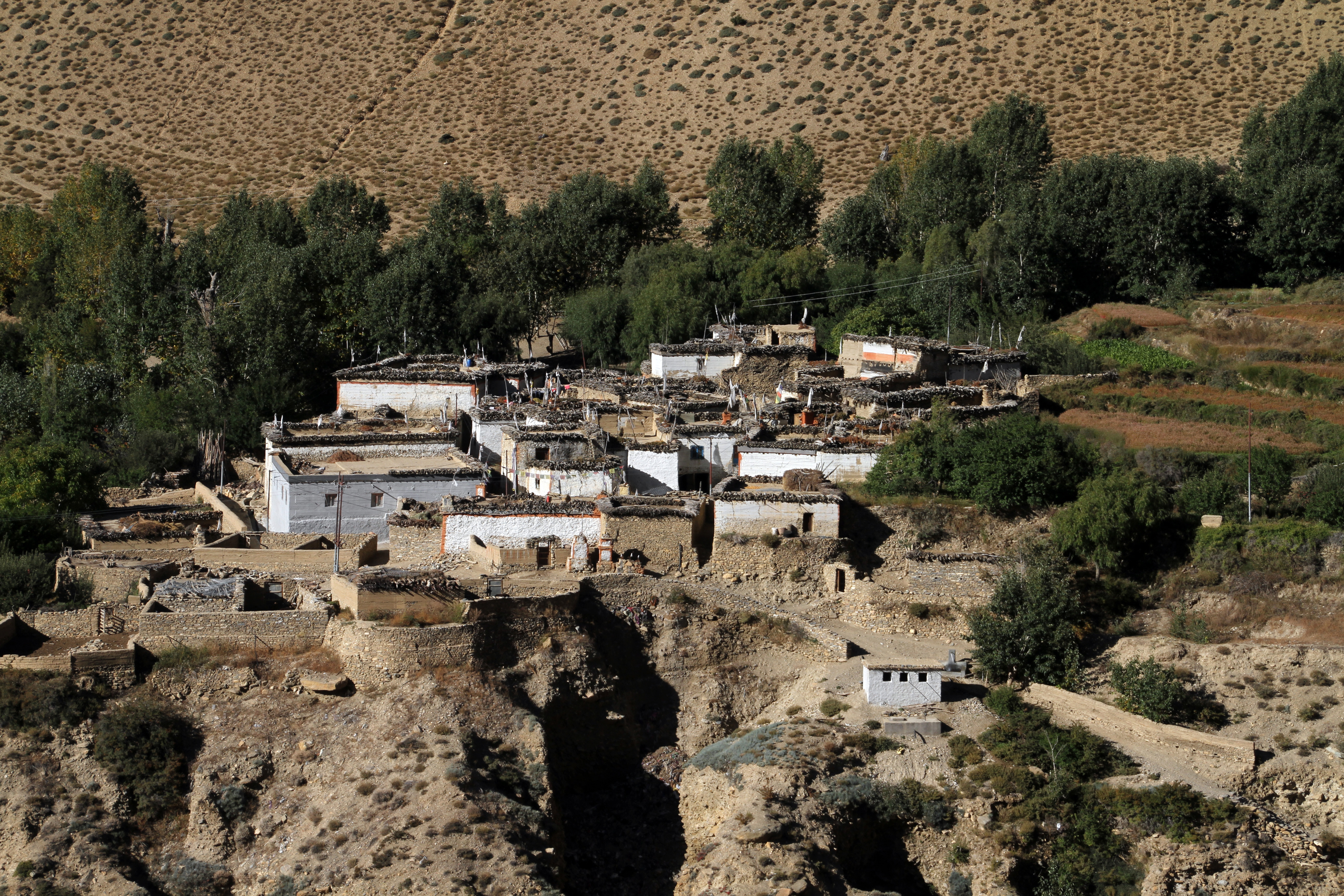
Le village de Ghyakar.
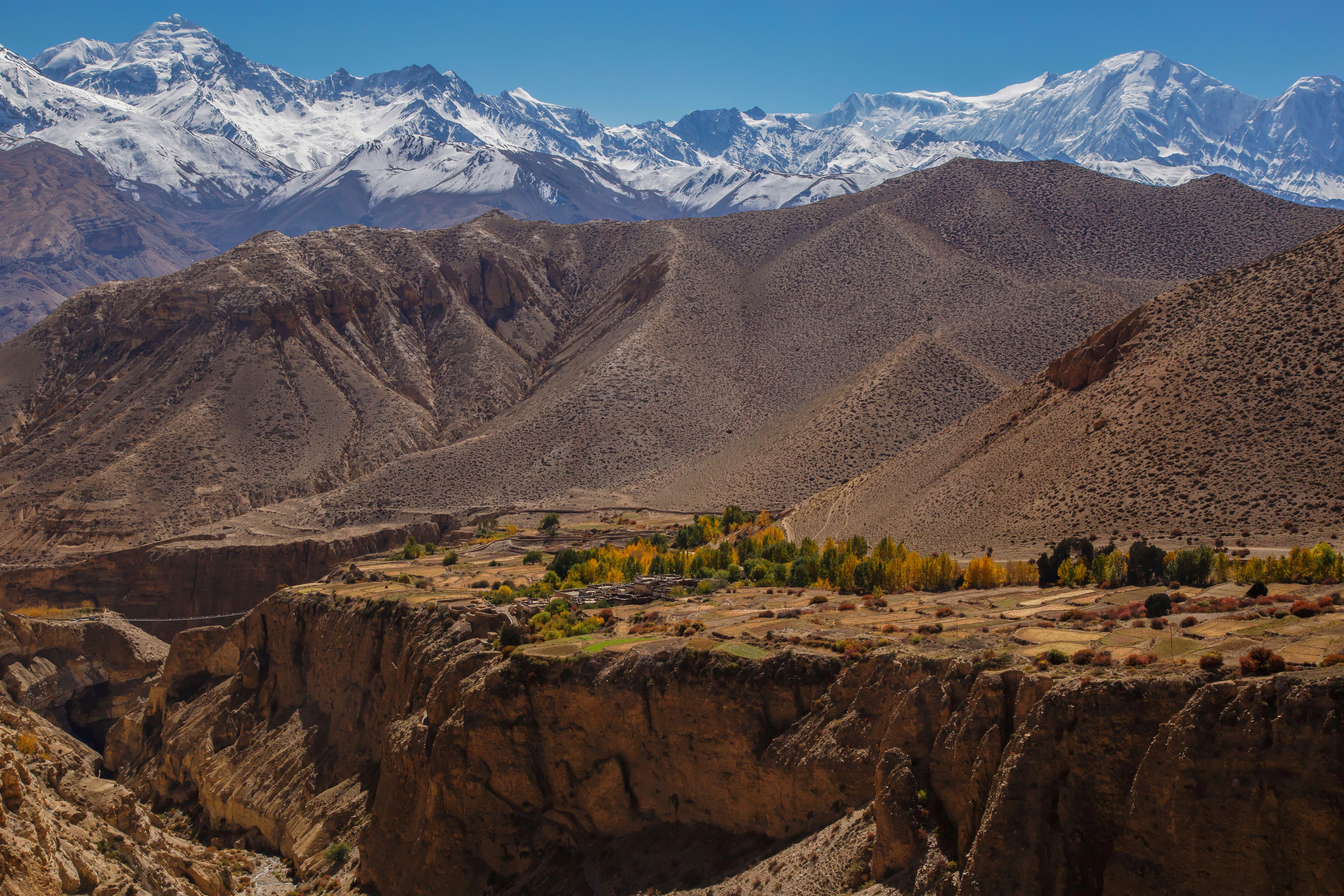
Le village de Ghyakar devant la chaîne des Annapurnas.
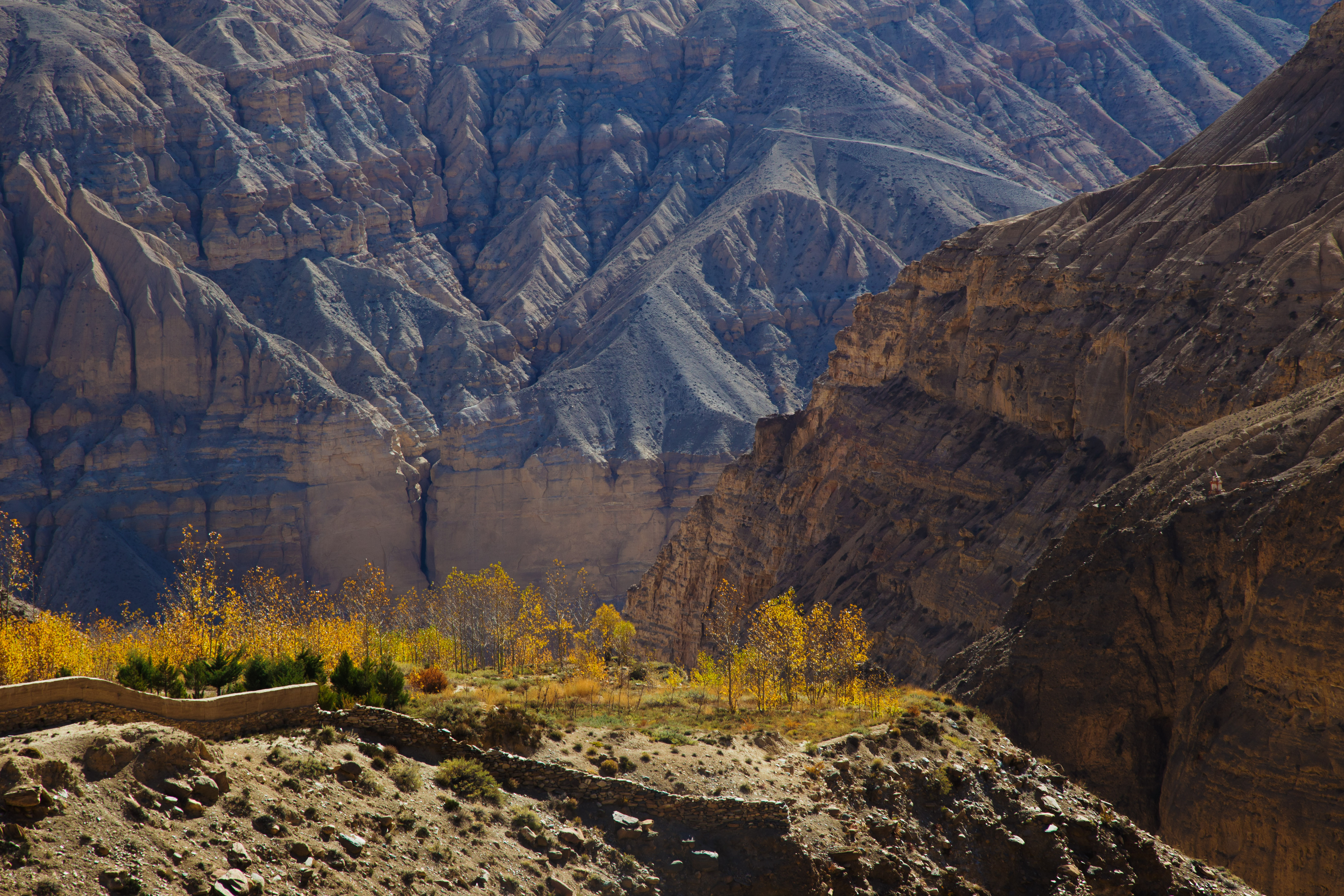
Pépinière non loin de Ghyakar.
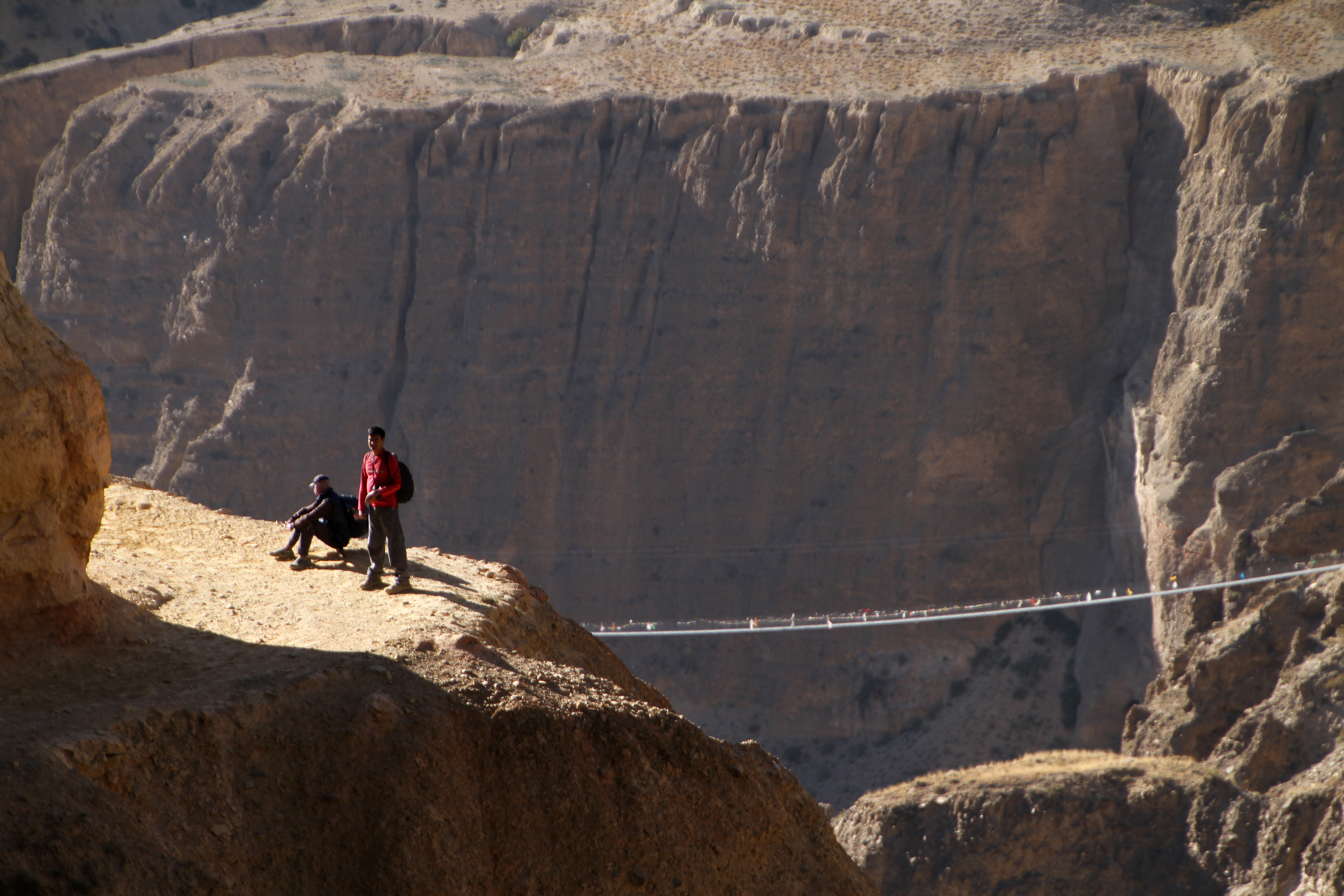
Le pont de Ghyakar.

### Samar (3 620m)
Samar, à 2 heures de marche environ de Ghyakar, est un village réputé pour ses grands vergers d'abricots et de pommes. Du village de Samar, la vue sur les sommets enneigés de l'Himalaya est spectaculaire.
Aux XVe et XVIe siècles, Samar était une étape importante pour les chevaux et les mules sur la route du sel entre le Tibet et le Népal, ce qui explique les anciennes fortifications construites pour sa protection. Le village étape suivant sur le chemin menant à Lo Mantang est Sangboche.

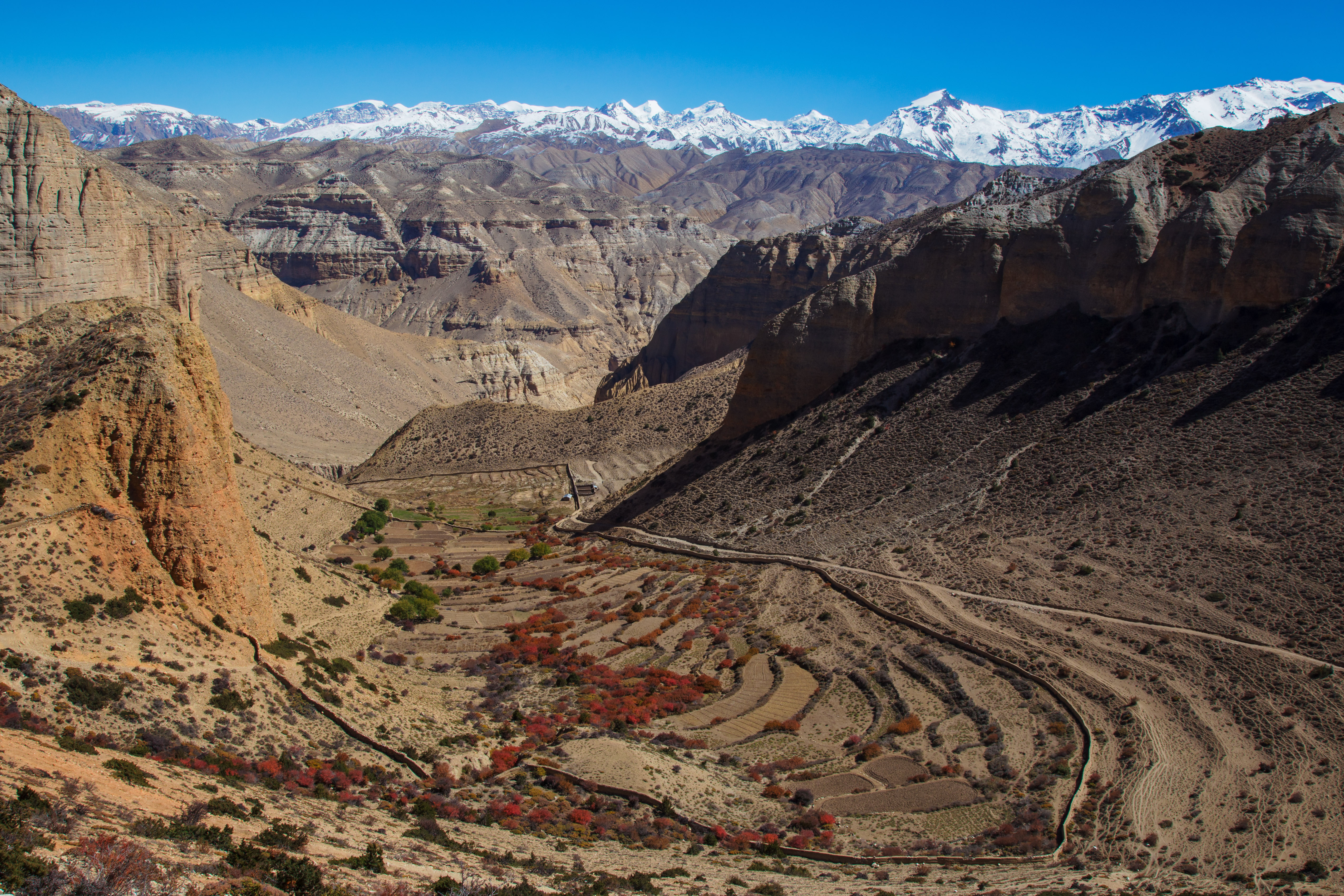
Les vergers de Samar.
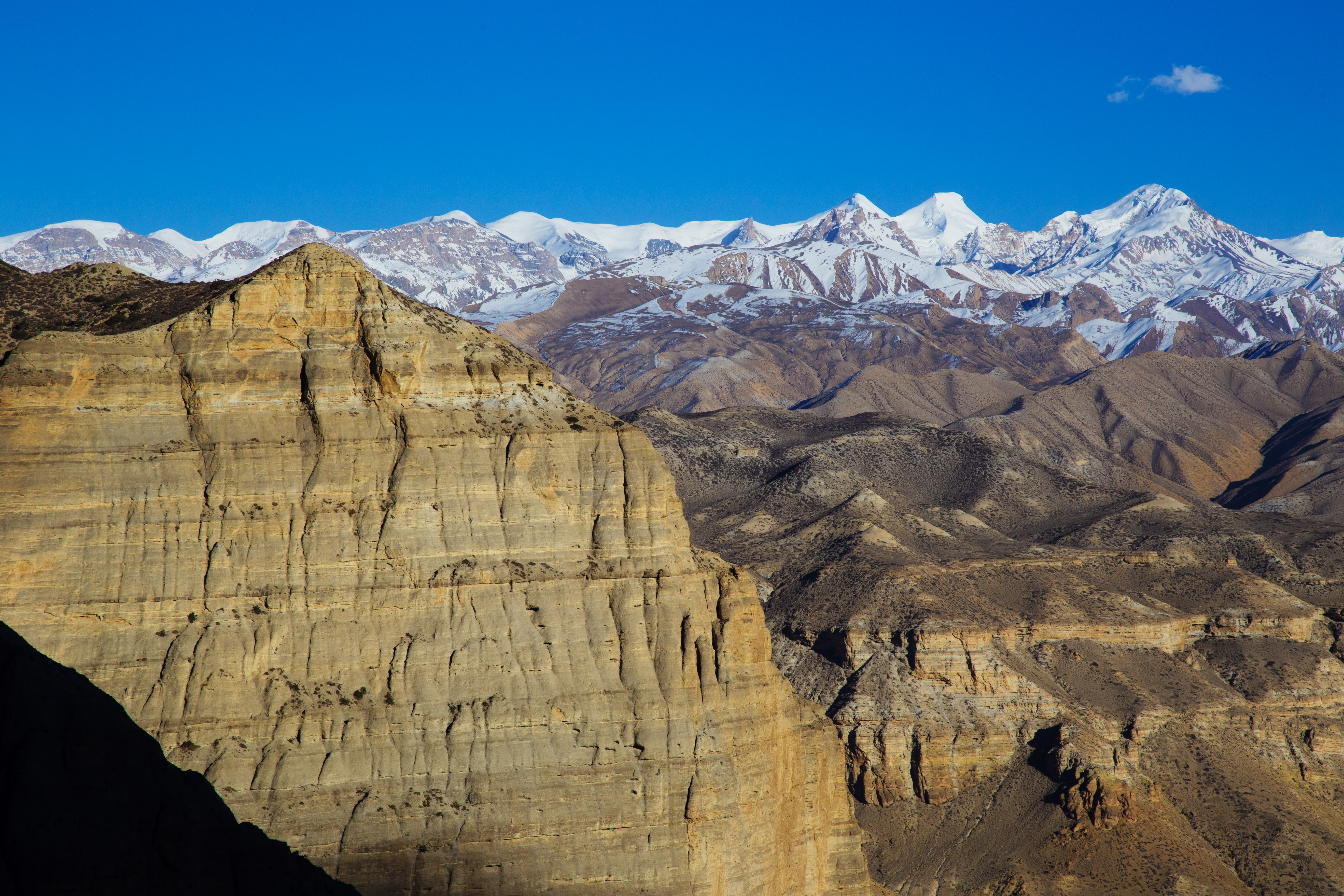
Vue sur le Damodar Himal de Samar.
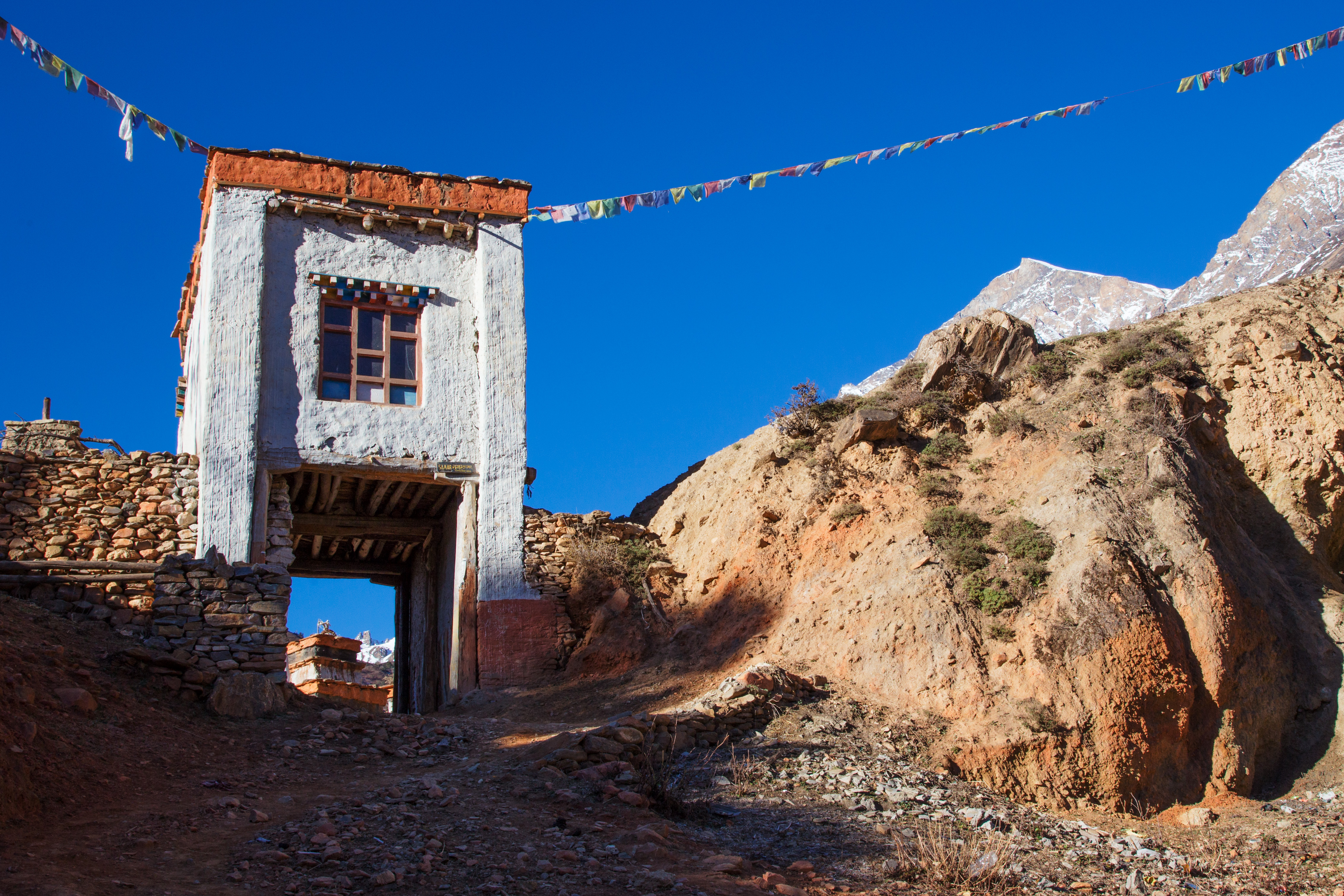
Ancienne porte fortifiée de Samar.